# Гурабо (Пуерто-Рико)
Гурабо (ісп. Gurabo, МФА: [ɡuˈɾaβo]) — муніципалітет Пуерто-Рико, острівної території у складі США. Заснований 1815 року.

## Географія
Гурабо розташований у центральній частині острову Пуерто-Рико.
Площа суходолу муніципалітету складає 73 км² (58-е місце за цим показником серед 78 муніципалітетів Пуерто-Рико).

## Демографія
Станом на 2010 рік на території муніципалітету мешкало 45 369 ос.
Динаміка чисельності населення:

## Населені пункти
Найбільші населені пункти муніципалітету Гурабо:
| Населений пункт     | Статус | Населення :   | Населення :   | Населення :   |
| Населений пункт     | Статус | на 01.04.1990 | на 01.04.2000 | на 01.04.2010 |
| ------------------- | ------ | ------------- | ------------- | ------------- |
| Селада              | Селище | 4 158         | 4 435         | 4 081         |
| Гурабо              | Місто  | 9 199         | 9 046         | 7 609         |
| Парселас-де-Наварро | Селище | н/д           | н/д           | 1 568         |